# Horná lúka
Horná lúka (1299 m n.p.m., czasem też 1302 m n.p.m.) – szczyt w zachodniej, tzw. luczańskiej części Małej Fatry (słow. Lúčanská Malá Fatra) w Karpatach Zachodnich na Słowacji.

## Położenie
Horná lúka leży w głównym grzbiecie Małej Fatry, pomiędzy szczytami Veternego (1442 m n.p.m.) na pn.-wsch. i Kopy (1232 m n.p.m.) na pd.-zach. Jest szczytem zwornikowym. Ku pd.-wsch., a następnie ku wsch. odchodzi długi grzbiet, opadający przez Ostré (1139 m n.p.m.) i Končiar (1164 m n.p.m.) do Kotliny Turczańskiej w rejonie wsi Turčiansky Peter. Grzbiet ten od pn. ogranicza Veľká Bystričianská dolina, zaś od pd. Trebostovská dolina. Ku pn. natomiast odgałęzia się krótki grzbiet, rozdzielający się wkrótce na dwie odnogi, opadające ku Dolinie Svitačovej, pomiędzy źródłowe cieki Potoku Kuneradzkiego.

## Charakterystyka
Spiętrzenie szczytowe dość płaskie i rozległe, wyciągnięte wzdłuż biegu grzbietu głównego oraz wspomnianego wyżej długiego grzbietu odchodzącego ku pd.-wsch., gdzie ok. 500 m od punktu zwornikowego (1302 m n.p.m.) kulminuje na wysokości ok. 1325 m n.p.m.
Spiętrzenie szczytowe oraz fragment stoków wsch., opadających ku Dolinie Bystričianskiej, pokrywają polany, niegdyś intensywnie wypasane. Tu pod szczytem od strony wschodniej, na wysokości ok. 1240 m n.p.m., źródło i pozostałości dawnego szałasu. Poza tym masyw porośnięty jest lasami.

## Turystyka
Przez szczyt, wzdłuż głównego grzbietu pasma, biegnie czerwono  znakowany szlak turystyczny wiodący ze Strečna przez Martinské hole na szczyt Kľaku. Wspomnianym długim grzbietem z Bystrički w Kotlinie Turczańskiej wyprowadza na szczyt szlak  zielony, który następnie sprowadza do Doliny Svitačovej po drugiej stronie pasma.